# Euphorbia triodonta
Euphorbia triodonta är en törelväxtart som först beskrevs av Jaroslav Ivanovic Yaroslav Ivanovich Prokhanov, och fick sitt nu gällande namn av Jaroslav Ivanovic Yaroslav Ivanovich Prokhanov. Euphorbia triodonta ingår i släktet törlar, och familjen törelväxter.
Artens utbredningsområde är Uzbekistan. Inga underarter finns listade i Catalogue of Life.